# Conteúdo Gerado pelo Utilizador
Conteúdo gerado pelo utilizador (UGC) é todo e qualquer conteúdo criado pelo usuário final e distribuído na Internet. Esse conteúdo geralmente é encontrado online em forma de textos, vídeos, ilustrações e fotografias. Em sua grande maioria, o UGC é focado em produtos e marcas, embora não seja criado por profissionais de marketing. Pesquisas sobre UGC confirmam que consumidores envolvidos na criação de conteúdo sobre marcas tendem a se identificar com as mesmas, influenciando no processo de aquisição de novos produtos .